# بیلی (کلرادو)
بیلی (به انگلیسی: Bailey) یک منطقهٔ مسکونی در ایالات متحده آمریکا است که در شهرستان پارک، کلرادو واقع شده‌است. بیلی ۲٬۳۵۹ متر بالاتر از سطح دریا واقع شده‌است.